# Gelasma caudipunctata
Gelasma caudipunctata är en fjärilsart som beskrevs av W. Warren 1907. Gelasma caudipunctata ingår i släktet Gelasma och familjen mätare. Inga underarter finns listade i Catalogue of Life.